# Північнокитайський фронт
Північнокита́йський фро́нт (яп. 【北支那方面軍】) — вище оперативно-стратегічне об'єднання збройних сил Японської імперії, фронт Імперської армії Японії. Сформований 31 серпня 1937 року для участі в японсько-китайській війні. Складова експедиційної армії в Китаї. Штаб командування фронту розташовувався у Пекіні, Китай. Підпорядковувався Генеральному штабу Збройних сил Японії. Керував діями японських військ у Північному Китаї. Припинив існування після 15 серпня 1945 року, після капітуляції Японії у Другій світовій війні. Брав участь у японсько-китайській і Другій світовій війнах (1937–1945).

## Дані
- Сформований: 1 липня 1942 року
- Кодова назва: Ко (【甲】, «перший»)[1].
- Підпорядкування: Квантунська армія
- Район бойових дій: Північна Маньчжурія, маньчжурсько-радянське пограниччя.
- Штаб: Мукден, Маньчжурська держава.
- Місце останньої дислокації штабу: Дуньхуа, Маньчжурська держава
- Припинив існування: 15 серпня 1942 року після капітуляції Японії у Другій світовій війні.

## Бойові дії
- Радянсько-японська війна (1945) як складова Другої світової війни.

## Командування
Командири фронту:
1. генерал-лейтенант Ямашіта Томоюкі (1 липня 1942 — 26 вересня 1944)[2];

Голова штабу фронту:

## Склад
- 1-ша армія (Японія)